# Эрскин, Джон Энгус
Джон Энгус Эрскин (англ. John Angus Erskine, 28 января 1873, Инверкаргилл — 27 апреля 1960, Мельбурн) — новозеландский и австралийский ученый-физик, инженер и шахматист.
Победитель чемпионатов Новой Зеландии 1928/29 (со стопроцентным результатом: 8 из 8) и 1934/35 годов.

## Биография
Сын Роберта Эрскина, переселенца из Шотландии.
В 1890 году окончил школу при Университете Новой Зеландии. В 1893 году получил степень бакалавра в Университете Кентербери.
В 1894—1895 годах принимал участие в работе лаборатории Э. Резерфорда. Занимался исследованием магнитного экранирования высокочастотных колебаний различными металлами. Результаты работы Эрскина были опубликованы в сборнике трудов Университета Новой Зеландии 1895 года
В 1896 году получил именную стипендию 1851 Research Fellowship и отправился в Европу для продолжения образования. В 1897—1898 годах учился в Университете Фридриха-Вильгельма и Лейпцигском университете. В 1899—1900 годах жил в Лондоне и учился в Университетском колледже.
Во время учебы в Англии выступил в побочном турнире 7-го конгресса Британского шахматного союза. Набрал 3 очка из 11 и занял 11 место. Победителем турнира стал Ф. Маршалл.
После возвращения в Новую Зеландию работал оператором парового котла, затем работал на заводе в США (1903—1904). С 1905 года жил и работал в Австралии. В 1920 году стал частным консультантом по инженерным вопросам в Мельбурне.
Завещал свое состояние Университету Кентербери. Из этих средств выделяются деньги для оплаты расходов, связанных с программами обмена, в которых участвуют преподаватели университета.